# Ephemera brunnea
Ephemera brunnea is een haft uit de familie Ephemeridae. De wetenschappelijke naam van de soort is voor het eerst geldig gepubliceerd in 1978 door Hubbard & Peters.
De soort komt voor in het Oriëntaals gebied.